# Sibila de Jerusalén
Sibila de Jerusalén (h. 1160) fue condesa de Jaffa y Ascalón desde 1176 y reina de Jerusalén de 1186 a 1190. Era la hija mayor de Amalarico I de Jerusalén y de Inés de Courtenay y hermana de Balduino IV, media hermana de Isabel de Jerusalén y madre de Balduino V.

## Dinastía
Sibila fue instruida por su tía abuela, la abadesa Ioveta de Betania, hermana de la antigua reina Melisenda de Jerusalén, que fundó el convento de San Lázaro en Betania para su hermana en 1128, y murió allí en 1163. En el convento enseñaron a Sibila la escritura y otras tradiciones de la Iglesia.
En 1174, su padre envió a Federico de la Roche, arzobispo de Tiro, en una delegación diplomática a Europa para obtener apoyos (militares y económicos) a los Estados cruzados y para arreglar un buen matrimonio para Sibila. Como el único hermano varón Balduino de Sibila sufría una enfermedad posteriormente confirmada como lepra, el matrimonio de ésta fue de central importancia. Federico convenció a Estefano de Sancerre, un joven noble bien relacionado, de ir al este y casarse con la princesa. Poco después de llegar a Jerusalén, Estefano cambió de parecer (se desconoce la razón) y regresó a Francia.

## Reinado de Balduino IV
A la muerte de su padre Almarico, Balduino IV es coronado rey en 1174. Primero Miles de Plancy, posteriormente Raimundo III de Trípoli fueron regentes. En 1176, conciertan un matrimonio para Sibila con Guillermo de Montferrato, el hijo del marqués Guillermo V de Montferrato, conde de Jaffa y Ascalón, primo de Luis VII de Francia y de Federico Barbarroja. La princesa Sibila fue entonces condesa de Jaffa y Ascalón (anteriormente de su madre Agnes); el título acrecentó su asociación al trono. Se casaron en otoño, y Guillermo murió en junio del año siguiente, dejando a Sibila embarazada. Siguiendo la tradición de la dinastía, llamó a su hijo Balduino V.[cita requerida]
La princesa viuda se convirtió en un premio para nobles ambiciosos que buscaban tomar el control de Jerusalén. Felipe de Flandes, primo hermano de Sibila (su madre, Sibila de Anjou, era la media hermana del padre de Sibila), llegó en 1177 y solicitó la mano de la princesa para uno de sus vasallos. Si casaba a Sibila con su vasallo, Felipe controlaría el reino de Jerusalén. La Haute Cour de Jerusalén, dirigida por Balduino de Ibelin, rechazó esta propuesta. Afrentado Felipe deja Jerusalén para ir de campaña a Antioquía.
Sibila no se volvió a casar hasta 1180. Durante mucho tiempo, cuentos populares de la vieja Francia del siglo XIII, en parte atribuidas a Ernoul[cita requerida], la asociaron con la familia Ibelin. En ellas se cuenta que Sibila estaba enamorada de Balduino de Ibelín, un viudo que le doblaba la edad, pero que estaba cautivo en 1179 por Saladino. Ella escribe a Balduino, sugiriendo desposarlo cuando sea liberado. Saladino exige un gran rescate que Balduino no puede pagar, pero es liberado bajo promesa de pagarle después. Una vez liberado, Balduino va a la corte bizantina, donde recibe una ayuda del emperador Manuel, previa confirmación de su sobrina, la reina viuda María Comneno, de su agrado de la pareja Sibila-Balduino.
No obstante, Agnes de Courtenay aconseja a su hijo que case a Sibila con el recién llegado caballero franco Guido de Lusignan, hermano de su condestable personal, Almarico de Lusignan, de quien Ernoul dice que fue amante. Por estas narraciones populares, Agnes deseaba anular cualquier intento de Raymundo III de Trípoli (el regente) de casarse con su hija para la facción rival, dirigida por los Ibelinos.

## Balduino V y la sucesión
En marzo de 1185 fallece el rey de Jerusalén, el joven Balduino IV "El Leproso", que estaba destinado a ser sucedido por Balduino V, quien era un niño enfermo que murió el año 1186. Por tal razón, fue sustituido por Guido o Guy de Luisegnan, cuñado de Balduino IV, por ser esposo de Sibila regente de Jerusalén desde 1183. Guy y Sibila ocuparon el trono a partir de septiembre de 1186. El nuevo rey solicitó a Roger de Moulins, Maestre de la Orden del Hospital, que le entregara la llave de los tesoros y la corona de Jerusalén.

## Reinado de Sibila
Sibila había mostrado gran astucia y habilidad política en su trato con los miembros de la oposición. Tenía además algún apoyo de sus parientes maternos, la familia Courtenay y sus aliados y vasallos, mientras que sus rivales fueron dirigidos por Raimundo III de Trípoli, que aspiraba al trono por derecho propio.
La principal preocupación de la reina Sibila era comprobar el progreso de los ejércitos de Saladino a medida que avanzaban en el reino. Guido y Raimundo fueron enviados al frente con las fuerzas de combate de todo el reino, pero su incapacidad para cooperar resultó fatal, y Saladino los derrotó en la batalla de Hattin el 4 de julio de 1187, en la que Guido fue hecho prisionero. La reina viuda se unió a su hijastra en Jerusalén cuando avanzaba el ejército de Saladino. En septiembre, Saladino estaba asediando la Ciudad Santa, y Sibila dirigió personalmente la defensa, junto con el patriarca Heraclio y Balián de Ibelín, que había sobrevivido a Hattin. Jerusalén capituló el 2 de octubre, y Sibila pudo escapar a Trípoli con sus hijas.

## Muerte
Guido fue liberado de su encarcelamiento en Damasco en 1188, cuando Saladino se percató de que, liberándole, causaría problemas en el campo de los cruzados, ya que Guido era un jefe menos capaz que algunos otros que ahora gobernaban. La reina se reunió con él cuando marcharon a Tiro en 1189, la única ciudad del reino que no había caído. Conrado de Montferrato, hermano de Guillermo, el primer marido de Sibila, se había hecho cargo de la defensa de la ciudad. Sin embargo, les negó la entrada, rehusando reconocer la reclamación de Guido sobre lo que quedaba del reino, y manteniendo su derecho a retenerla hasta la llegada de los reyes de Europa (de acuerdo con el deseo de Balduino IV). Después de pasar un mes ante las murallas de la ciudad, la reina siguió a Guido cuando dirigió la vanguardia de la Tercera Cruzada contra Acre. Allí, durante el asedio, en julio o agosto de 1190, murió Sibila en una epidemia que se extendió por el campamento militar. Sus dos hijas habían muerto también unos días antes. Acre fue conquistado en julio de 1191, principalmente por tropas traídas por Felipe II de Francia y Ricardo I de Inglaterra.

## Sibila en la ficción
Sibila ha aparecido en varias novelas; entre las más notables, la de Zofia Kossak-Szczucka Król trędowaty (El Rey leproso), The Knights of Dark Renown de Graham Shelby, y Jerusalem de Cecelia Holland. Tanto Kossak como Shelby la retratan como una beldad vacía pero manipuladora. Por otro lado, Holland la hace la heroína de su novela, pero pasa por alto su devoción a Guido para relatar un romance ficticio con un Caballero Templario.
Una versión bastante ficticia de Sibila es la actuada por Eva Green en la película Kingdom of Heaven de Ridley Scott en 2005, en la cual se la dibuja como una mujer infelizmente casada, que tiene una aventura amorosa con Balián de Ibelín, aún más alejado de la realidad histórica. En la película, ella no quiere que Guido sea coronado y toma parte en un fallido complot para asesinarlo. En el corte del director se sugiere que ella envenena a su hijo, Balduino V, para evitarle los sufrimientos de la lepra. En lugar de unirse a su marido después de su liberación, se va a Francia con Balian.